# روميت راج
روميت راج (9 يوليو 1980) هو ممثل هندي ظهر في مسلسلين لتلفزيون زي مسلسل (بالإنجليزية: Ghar Ki Lakshmi Betiyann)‏ الذي يعرف في الشاشات العربية بـالنبات زينة البنت بدور يوراج غاروديا, وأيضا في مسلسل (بالإنجليزية: Maayka)‏ باسم الأخوات في الشاشات العربية بدور جيت كورانا, وظهر أيضا في فليمين السينمائي هام دوم 2005 (بالإنجليزية: Humdum)‏, و فليم ياترا (بالإنجليزية: Yatra)‏ صدر في 4 مايو 2007.

## السيرة الذاتية
جاءت عائلته به إلى مومباى عندما كان عمره سنة حتى عمر العاشرة من عمره، ذهب إلى كالكوتا حيث بدأ حياته المهنية كعارض أزياء و أكمل تعليمه حيث كان يمثل بالمسرحيات في المدارس والجامعات حصل على فرصته للتمثيل في فيلم ومسلسل بنغالي ولذلك لسمعته الطيبة تحول إلى مومباى لتحقيق أحلامه عام 2002.
وهو متزوج من الإعلامية نيتا كاكارا عام 2010 ولديهم أبنة اسمها ريها ولدت عام 2012.

## أعماله التلفزيونية
| السنة        | مسلسل                                              | الدور             |
| ------------ | -------------------------------------------------- | ----------------- |
| 2000-2004    | (بالإنجليزية: Shaka Laka Boom Boom)‏                | كاران             |
| 2003-2004    | (بالإنجليزية: Hatim (TV series))‏                   | الأمير فيشال      |
| 2007–2009    | (بالإنجليزية: Ghar Ki Lakshmi Betiyann)‏            | يوراج غاروديا     |
| 2007–2009    | (بالإنجليزية: Maayka)‏                              | جيت كارونا        |
| 2007         | (بالإنجليزية: Harr Dill Kuchh Kehtaa Hai)‏          | راهول             |
| 2008         | (بالإنجليزية: Maat Pitaah Ke Charnon Mein Swarg)‏   | روميت             |
| 2010         | (بالإنجليزية: Thoda Hai Bas Thode Ki Zaroorat Hai)‏ | نيشيكانت كولكارني |
| 2011–present | (بالإنجليزية: Adaalat)‏                             | فارون زافيري      |